# Kozmo.com
Kozmo.com fue una compañía en línea de capital de riesgo que prometía la entrega a domicilio gratuita en una hora de "vídeos, juegos, DVDs, música, revistas, libros, comida, suplementos básicas y más" y café Starbucks en varias ciudades importantes de los Estados Unidos. Fue fundada por los jóvenes banqueros de inversiones Joseph Park y Yong Kang en marzo de 1998 en la ciudad de Nueva York, y fue cerrada en abril de 2001. 
La compañía es frecuentemente citada como ejemplo de la burbuja punto com. En marzo de 2018 se anunció que el sitio web kozmo.com volvía a funcionar, cosa que efectivamente sucedió ya que actualmente el sitio sigue trabajando teniendo una tienda web con un modelo de trabajo similar al original pero aplicando "ciertas" restricciones.

## Modelo
Kozmo tenía un modelo de negocios basado en la entrega a domicilio en una hora de pequeños artículos en bicicleta, automóvil, camión o transporte público de forma gratuita. El modelo fue criticado por algunos analistas de negocio, quienes resaltaron que la entrega punto a punto en una hora de pequeños objetos era extremadamente costosa y eran escépticos de que Kozmo pudiera tener ganancias mientras se negara a cobrar una cuota de envío. La compañía respondió que, en sus mercados objetivo, el ahorro por no tener que pagar rentas por espacios para tiendas minoristas excedía el gasto por concepto de envíos. 

## Historia
La oficina principal de Kozmo estaba localizada en la ciudad de Nueva York. De acuerdo con los documentos registrados en la Comisión de Bolsa y Valores, la compañía tenía un ingreso de 3.5 millones de dólares, resultando en una pérdida neta de 26.3 millones. La compañía levantó cerca de 250 millones de dólares, incluyendo 28 millones de un grupo de inversores en 1999 que incluía Flatiron, Oak y Chase, y 60 millones de Amazon.com en 2000. Kozmo obtuvo también un acuerdo de co-marketing de 5 años con Starbucks en febrero de 2000, en el cual acordaba pagar a Starbucks 150 millones de dólares por promover sus servicios dentro de las tiendas de cafeterías de la empresa. Este acuerdo incluía hasta 500 locaciones de Starbucks con buzones dentro de la tienda para la devolución de vídeos. Kozmo.com finalizó este acuerdo en marzo de 2001 luego de pagar 15 millones de dólares. En julio de 2000, en la cima del éxito, la compañía operaba en Atlanta, Chicago, Houston, San Francisco, Seattle, Portland, Boston, Nueva York, Washington D. C., San Diego y Los Ángeles. Kozmo realizó una oferta pública inicial con Credit Suisse First Boston pero nunca se hizo pública.
La compañía fue objeto de un reporte en abril de 2000 realizado por los reporteros MSNBC.com, Brock Meeks y Elliot zaret, en el que reclamaban que Kozmo estaba discriminando secciones de las ciudades en las que operaba que eran habitadas principalmente por afroamericanos. Kozmo negó que la raza fuera el motivo en su decisión sobre cuáles códigos postales tenían entrega a domicilio, asegurando que ellos escogían áreas de mercado basándose principalmente en los índices de penetración de Internet.  El Equal Right Center (ERC), grupo defensor de los derechos civiles ubicado en Washington D. C. referenciado en este artículo, persiguió a la empresa en relación con tales alegatos. Más tarde ese año, la ERC anunció una iniciativa conjunta con Kozmo y declaró que "El área de servicio inicial de Kozmo no estaba demarcada por discriminación racial", y Kozmo comprometió 125.000 dólares para incrementar la disponibilidad de internet en las comunidades desatendidas.
Aunque popular entre estudiantes universitarios y profesionales jóvenes, la compañía falló rápidamente luego de la burbuja punto com, despidiendo a su equipo de 1.100 empleados y cerrando en abril de 2001. Los empleados de la empresa en muchas de sus 18 locaciones nacionales se enteraron acerca del cierre justo cuando arribaron a trabajar en sus turnos programados, encontrando las puertas cerras. Estas locaciones, así como el centro de distribución de Memphis fueron pronto liquidados por un mayorista de entretenimiento veterano de Florida.

## Era Post-Kozmo
El documental E-Dreams, lanzado en junio de 2001, retrata el crecimiento y la caída de la compañía. En abril de 2015, el ex CTO Chris Siragusa lanzó MaxDelivery, un servicio similar al ofrecido por Kozmo, en el centro de Manhattan, especializándose en la entrega de comida, vino, DVD y productos esenciales, la cual sigue operando.
Joseph Park, ex cofundador y CEO, cofundó Askville en 2006, la cual es ahora parte de Amazon.com. Park se fue de Amazon.com en junio de 2009 para convertirse en el presidente de BibleGateway.com, que es propiedad de Zondervan, una editorial cristina que es parte de HarperCollins  (la cual es propiedad de News Corp).
Yong Kang, ex cofundador, regresó a Wall Street y desde junió de 2009 se desempeñó como banquero de inversión en Lehman Brothers (ahora Barclays Capital).
Algunas cadenas de envío de comestibles que ofrecían compras en línea con entrega en el día sobrevivieron la caída de las punto com, y en la década de 2010 varios servicios de entrega en el día iniciaron operación en las ciudades más grandes de los Estados Unidos.